# Sztos (singel)
Sztos – singel polskiego piosenkarza Grzegorza Hyżego z jego trzeciego albumu studyjnego, zatytułowanego Epilog. Singel został wydany 4 listopada 2022.
Kompozycja znalazła się na 12. miejscu listy OLiA, najczęściej odtwarzanych utworów w polskich rozgłośniach radiowych.

## Geneza utworu i historia wydania
Utwór napisali i skomponowali Arkadiusz Sitarz, Daniel Walczak, Michał Król, Grzegorz Hyży i Tom Martin, którzy również odpowiadali za produkcję utworu.
Singel ukazał się w formacie digital download 4 listopada 2022 w Polsce za pośrednictwem wytwórni płytowej Sony Music Entertainment Poland. Piosenka została umieszczona na trzecim albumie studyjnym Hyżego – Epilog.
22 kwietnia 2023 piosenka została zaprezentowana podczas gali Fryderyki 2023.

## „Sztos” w stacjach radiowych
Nagranie było notowane na 12. miejscu w zestawieniu OLiA, najczęściej odtwarzanych utworów w polskich rozgłośniach radiowych.

## Teledysk
Do utworu powstał teledysk w reżyserii Olgi Czyżykiewicz, który udostępniono 10 listopada 2022 za pośrednictwem serwisu YouTube.

## Lista utworów
- Digital download[2]

1. „Sztos” – 3:24

## Notowania

### Pozycja na liście airplay
| Kraj   | Lista (2022–23)                | Najwyższa pozycja |
| ------ | ------------------------------ | ----------------- |
| Polska | OLiS – oficjalna lista airplay | 12                |
| Polska | AirPlay – Nowości              | 4                 |

## Wyróżnienia
| Rok  | Konkurs                  | Kategoria    | Rezultat    |
| ---- | ------------------------ | ------------ | ----------- |
| 2022 | Przebój roku RMF FM 2022 | Przebój roku | 44. miejsce |